# Живан Љуковчан
Живан Љуковчан (рођен 24. јула 1954. у Крчедину) је бивши фудбалски голман Црвене звезде. Живан Љуковчан данас ради као тренер голмана и први помоћник Милана Мартаћа у ФК Земун. Поред тога био је ангажован и у ФССЦГ као тренер голмана у селекцији до 17 година.
За сениорску репрезентацију Југославије је одиграо 4 утакмице.